# 7000 (număr)
7000 (șapte mii) este numărul natural care urmează după 6999 și precede pe 7001 într-un șir crescător de numere naturale.

## În matematică
7000:
- Este un număr par.[1][2]
- Este un număr compus.[3]
- Este un număr abundent.[4][5]
- Este un număr 5-idempotent.[6]
- Este un număr rotund.[7][8]
- Există exact trei triunghiuri dreptunghice cu laturile numere întregi (triplete pitagoreice) și ipotenuza 6000.[9]

## În știință

### În astronomie
- 7000 Curie este un asteroid din centura principală.